# خالد خليفة الشمري
```
خالد خليفة الشمري
 (
خالد خليفة الشمري
؛ 3 ديسمبر 1957 – 16 مارس 2022)، والمعروف أيضًا باسم 
خالد خليفة
، كان عداء كويتي متخصص في سباقات المسافات المتوسطة، وشارك في 
الألعاب الأولمبية الصيفية 1980
.  مثّل الكويت في سباق 1500 متر للرجال في دورة الألعاب الأولمبية 1980.
[
1
]
```

## مسيرته
بدأ خليفة مسيرته الرياضية كحارس مرمى في منتخب الكويت لكرة القدم عام 1972، قبل أن يتجه إلى ألعاب القوى ويحصد 38 ميدالية محلية ودولية.
حصل خليفة على أولى ميدالياته الدولية في البطولة العربية لألعاب القوى 1979، حيث نال فضية 800 متر بزمن 1:53.98 دقيقة وذهبية 1500 متر بزمن 3:58.4 دقيقة.
شارك في الألعاب الأولمبية الصيفية 1980 في سباق 1500 متر، وحقق زمنًا قدره 3:57.55 دقيقة، ليحتل المركز الثامن في التصفيات دون التأهل لنصف النهائي.كما كان من المقرر مشاركته في سباق 4×400 متر تتابع، لكنه لم يشارك.
في بطولة آسيا لألعاب القوى 1981 في طوكيو، فاز بالميدالية الفضية لسباق 800 متر بزمن 1:50.37 دقيقة، خلف الهندي أبراهام راجان. وتُعد هذه الميدالية من أبرز إنجازاته. 
تأهل خليفة في أغسطس 1983 لبطولة العالم لألعاب القوى 1983 في هلسنكي، وحلّ سابعًا في تصفياته لسباق 800 متر بزمن 1:52.84 دقيقة، دون التأهل للدور نصف النهائي.  كما أحرز فضية 800 متر مجددًا في بطولة آسيا لألعاب القوى 1983 بزمن 1:49.97 دقيقة. 
في 1985، شارك في بطولة العالم داخل الصالات الأولى، واحتل المركز السادس في نصف النهائي لسباق 800 متر دون التأهل للنهائي. 

## التكريم والجوائز
نال خالد خليفة الشمري إشادة كبيرة من الصحافة الرياضية المحلية، إذ عُرف بإسهاماته المميزة في رياضة ألعاب القوى بالكويت، وخاصة في فترة السبعينات والثمانينات. اعتُبر من أفضل العدائين الكويتيين في المسافات المتوسطة، وكانت ميدالياته الدولية مصدر فخر للكويت في البطولات العربية والآسيوية. أدرج اسمه وصورته ضمن تكريم خاص في شعار بطولة آسيا لألعاب القوى تحت 18 سنة 2022، اعترافًا بدوره كأحد رواد الرياضة الكويتية.

## حياته الشخصية
بعد اعتزاله، عمل خليفة كمدرب لألعاب القوى، ثم تولى منصب الأمين العام للاتحاد الكويتي لألعاب القوى، وكان عضوًا في اللجنة الأولمبية الكويتية. 
توفي في 16 مارس 2022 في تايلاند.  وخلد اسمه في شعار بطولة آسيا لألعاب القوى تحت 18 سنة 2022 تكريمًا لذكراه.